# Жабин, Аркадий Григорьевич
Аркадий Григорьевич Жабин (12 июля 1934, Магнитогорск, Челябинская область — 9 июня 2007, Пушкино, Московская область) — советский и российский учёный-минералог, доктор геолого-минералогических наук, профессор (1991), академик РАЕН (1991); действительный (1964) и почётный (1999) член Российского минералогического общества, член Совета Минералогического Общества.

## Биография
Окончил МГРИ (1957).
Доктор геолого-минералогических наук (1975), профессор (1991).
Заведовал отделом в Институте минералогии, геохимии и кристаллохимии редких элементов (ИМГРЭ).
Проживал в городе Пушкино Московской области.
Работал в Москве, в Институте минералогии, геохимии и кристаллохимии редких элементов Роскомнедр и РАН. Заведующий отделом минералогии в ИМГРЭ.
А. Г. Жабин, являясь учеником и соавтором профессора Д. П. Григорьева (Горный Институт), был в центре создания новых направлений генетической минералогии — онтогении и филогении минералов (монографии «Онтогения минералов. Индивиды» — 1975 г., и «Онтогения минералов. Агрегаты» — 1979 г.).

## Литературное творчество
Опубликована проза в журнале «Урал» — рассказ «Светик-семицветик» (№ 2, 1993) — по представлению Валентина Распутина, повесть «Иероглиф» (№ 2, 1994), повесть «Дуновение» (№ 2, 1995). Автор публицистических статей: «Эта многомерная эмоция: унижение» (журнал «Москва», № 4, 1994), «Толпа как слепорожденный кибер с мозгом рептилий» («Урал», № 2, 1995) и других. Написаны биографические очерки о замечательном советском минералоге Викторе Ивановиче Степанове: «Блестящий минералогический талант» (Записки Минералогического Общества, № 1, 1992), «Нравственно-творческий феномен минералога В. И. Степанова (1924—1988)» (Минералогический журнал, № 3, 1993).